# طابع التوفير
طابع الادخار أو طابع التوفير، هو طابع تصدره الحكومة أو أي هيئة أخرى لتمكين ادخار مبالغ صغيرة من المال بمرور الوقت من أجل تجميع مبلغ رأسمالي أكبر. يمكن بعد ذلك استخدام الأموال المتراكمة لإجراء عملية شراء أكبر مثل الحصول على سندات ادخار أو دفع فاتورة كبيرة قادمة. وغالباً ما تصدر طوابع التوفير بالاشتراك مع مصارف التوفير التي تديرها مكاتب البريد، كما صدرت طوابع التوفير من قبل شركات خاصة. فقد أصدرت محلات السوبر ماركت الطوابع لتمكين توزيع الفواتير الكبيرة، واستخدمتها شركات العطلات لتمكين العملاء من الادخار لقضاء عطلة سنوية، واستخدمتها شركات المرافق لتمكين العملاء من توزيع تكلفة فواتيرهم.

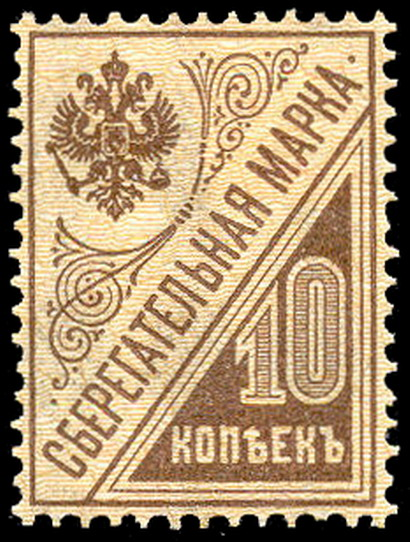
طابع ادخار روسي من عام 1918

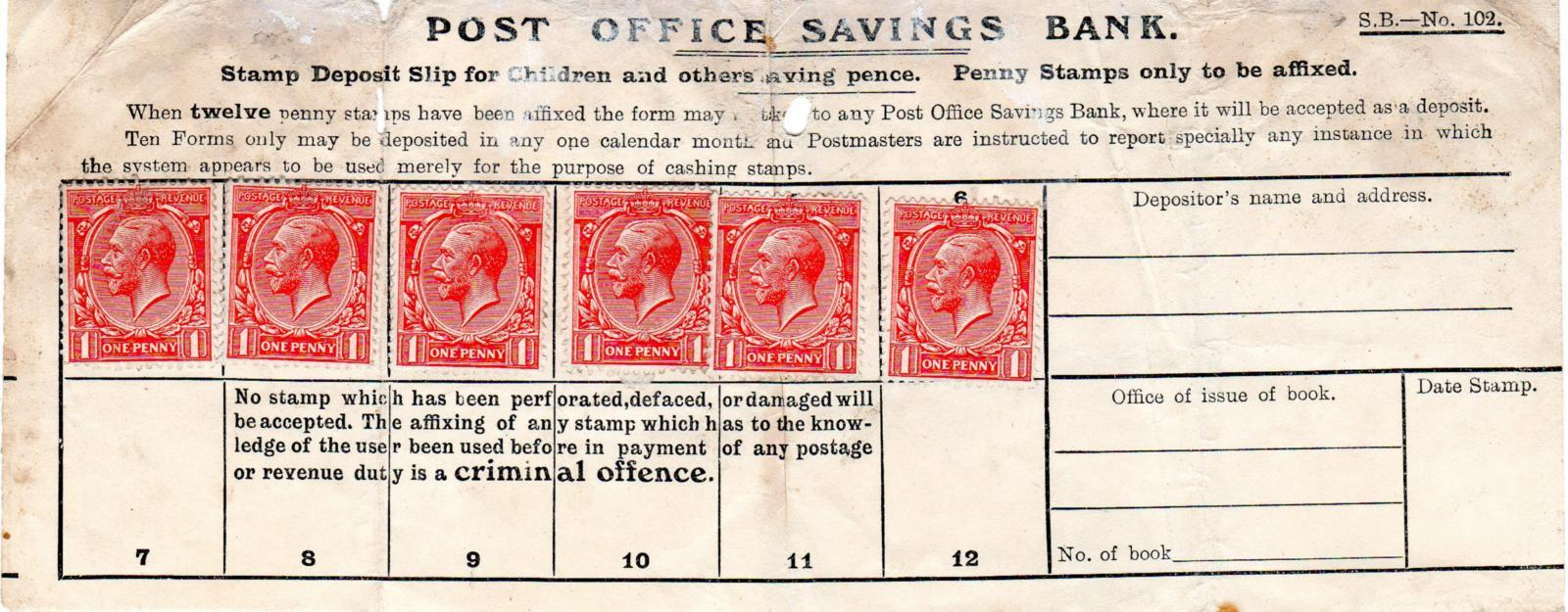
قسيمة ادخار بريطانية تحتوي على مساحة لاثني عشر طابعاً بريدياً من فئة البنس الواحد

لا ينبغي الخلط بين طوابع التوفير والطوابع التجارية التي توفر خصمًا على السلع المشتراة كجزء من برنامج ولاء العملاء.
في مجال طوابع التوفير، تُعتبر طوابع التوفير شكلاً من أشكال طوابع سندريلا.

## في المملكة المتحدة
منذ عام 1880، كانت تستعمل طوابع البريد العادية التي تُباع بقرش واحد (12 بنسًا)، لادخار شلن واحد (12 بنسًا)، والذي كان يكفي آنذاك لفتح حساب في مصرف التوفير التابع لمكتب البريد، على الرغم من أن الحد الأدنى للمبلغ المطلوب تغير إلى جنيه إسترليني واحد في عام 1912. استمر هذا المخطط حتى بعد الحرب العالمية الثانية ولكنه انتهى الآن. وبالإضافة إلى ذلك، استخدم البنك طوابع ادخار مصممة خصيصًا بقيم أعلى يمكن استخدامها أيضًا لادخار ما يكفي لفتح حساب.
استعملت الشركات الخاصة في بريطانيا أيضًا طوابع التوفير بما في ذلك شركة العطلات Butlins ومحلات السوبر ماركت مثل Sainsbury وSafeway.
وقد استعملت مجموعة كبيرة من شركات المرافق العامة الطوابع، لا سيما الشركات الإلكترونية الإقليمية، وكذلك شركة بريتيش تيليكوم البريطانية لفواتير الهاتف والهيئات الحكومية لدفع اشتراكات التأمين الوطني أو تراخيص التلفزيون. ولقد توقفت الآن معظم استعمالات طوابع التوفير في المملكة المتحدة، وحلت محلها البطاقات الإلكترونية.

## في أيرلندا

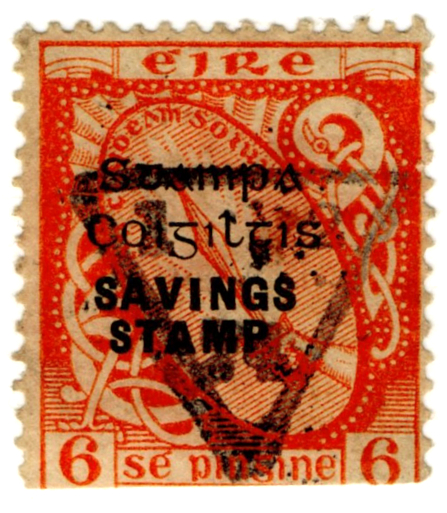
طابع بريد أيرلندي مطبوع فوقه طابع بريد للادخار بقيمة 6 د.

يقدم عدد من الاتحادات الائتمانية الأيرلندية خطة طوابع ادخار تسمى طوابع سامي، والتي تجمع في الغالب من قبل الأطفال وتباع من خلال المدارس. يمكن إيداع الطوابع في حسابات الاتحاد الائتماني أو صرفها بالقيمة الاسمية.

## في الصين

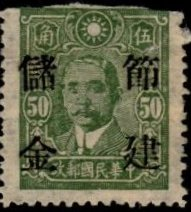
طابع التوفير في الصين

صدر عدد من طوابع التوفير في الصين خلال عام 1940.

## في الولايات المتحدة
في الولايات المتحدة الأمريكية، صدرت طوابع التوفير البريدية في عام 1911، وصدرت طوابع التوفير الحربية خلال الحربين العالميتين. وتبلغ قيمة طوابع التوفير قيمتها الاسمية؛ وهي من فئات 0.10 دولار و0.25 دولار و0.50 دولار و1 دولار و5 دولارات. وقد توقف بيع طوابع التوفير في 30 يونيو 1970.

## أماكن أخرى
استخدمت بلجيكا وفرنسا طوابع التوفير الخاصة في عقد الثمانينيات من القرن التاسع عشر، واستخدمتها العديد من الدول الأخرى حول العالم لأغراض متنوعة، بما في ذلك كندا والهند وروسيا وبلغاريا وسنغافورة.

## طوابع التوفير في الحرب
وقد أصدرت العديد من دول الكومنولث البريطانية طوابع التوفير الحربية بما في ذلك جولد كوست، والهند.

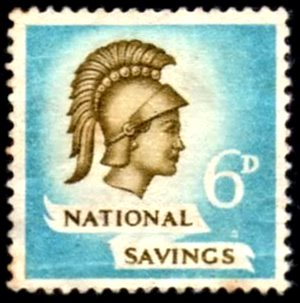
طابع توفير بريطاني لعام 1951
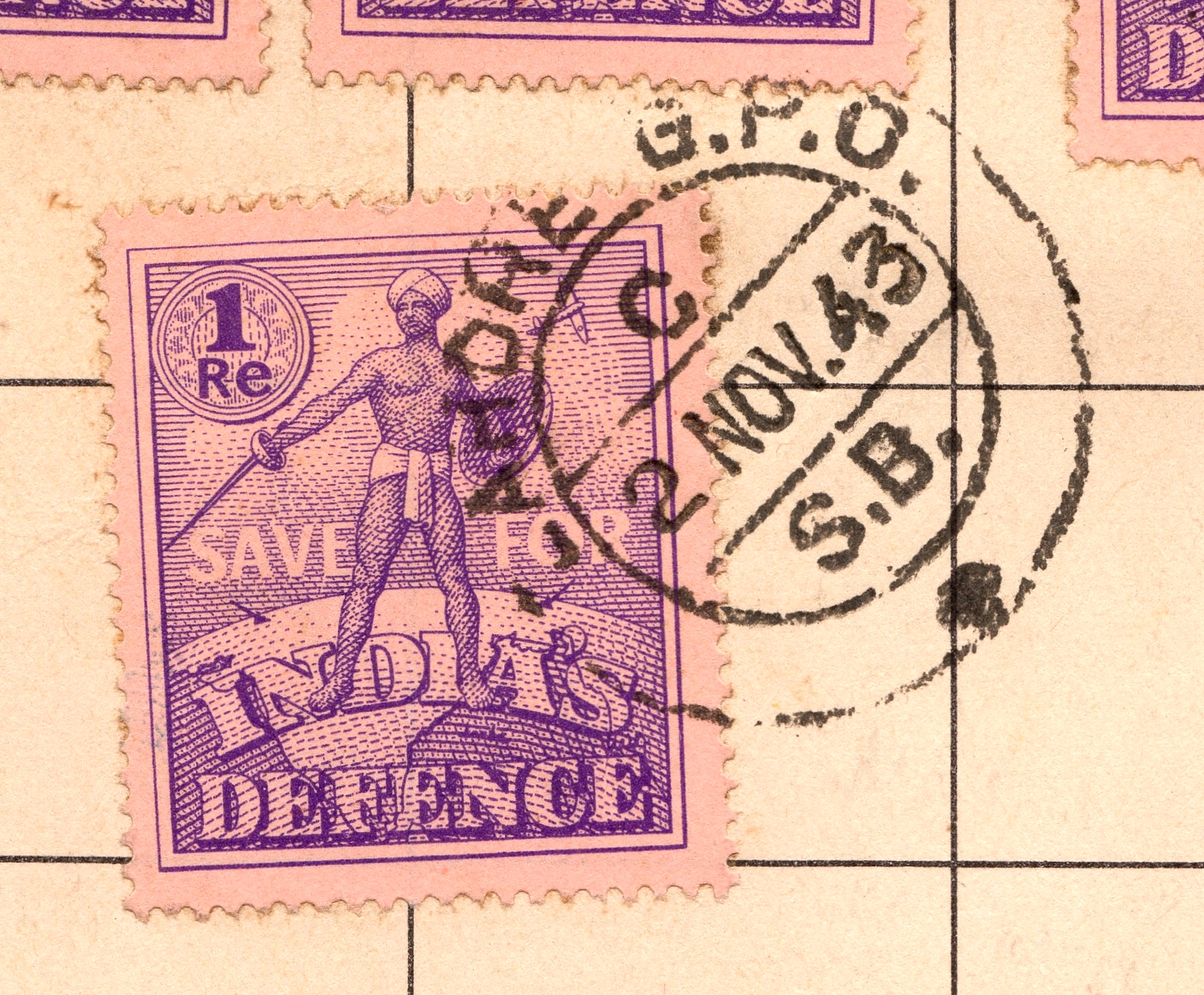
طابع ادخار الدفاع الهندي لعام 1943
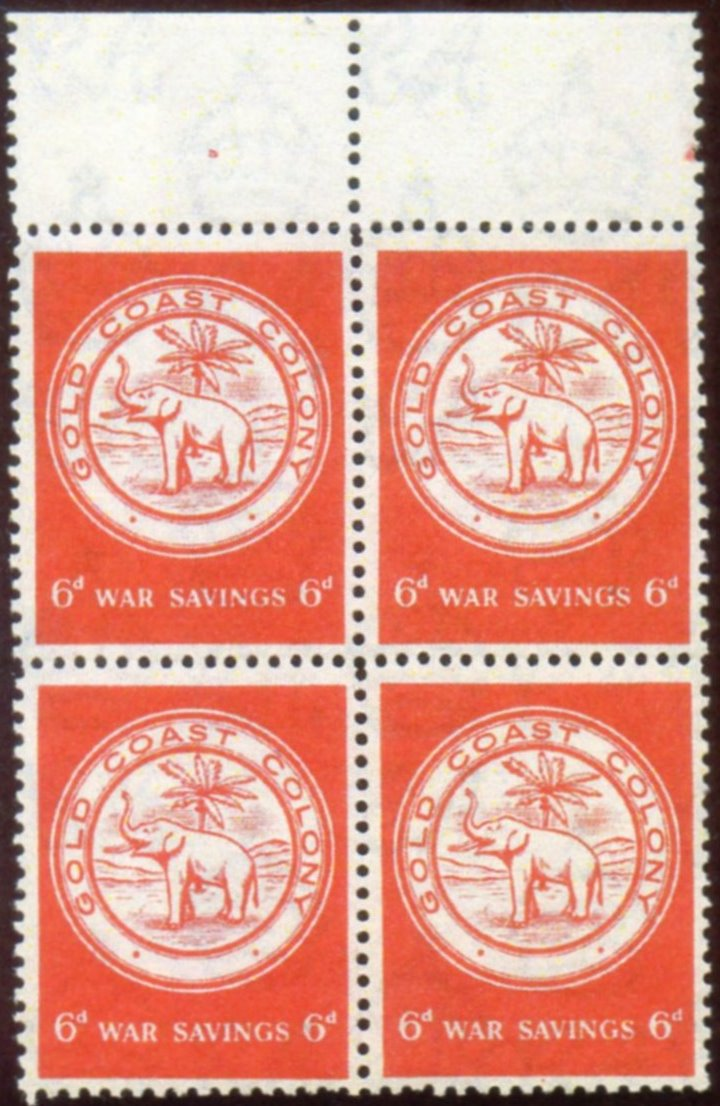
طوابع التوفير الحربية من فئة 6 دولار لسنة 1943
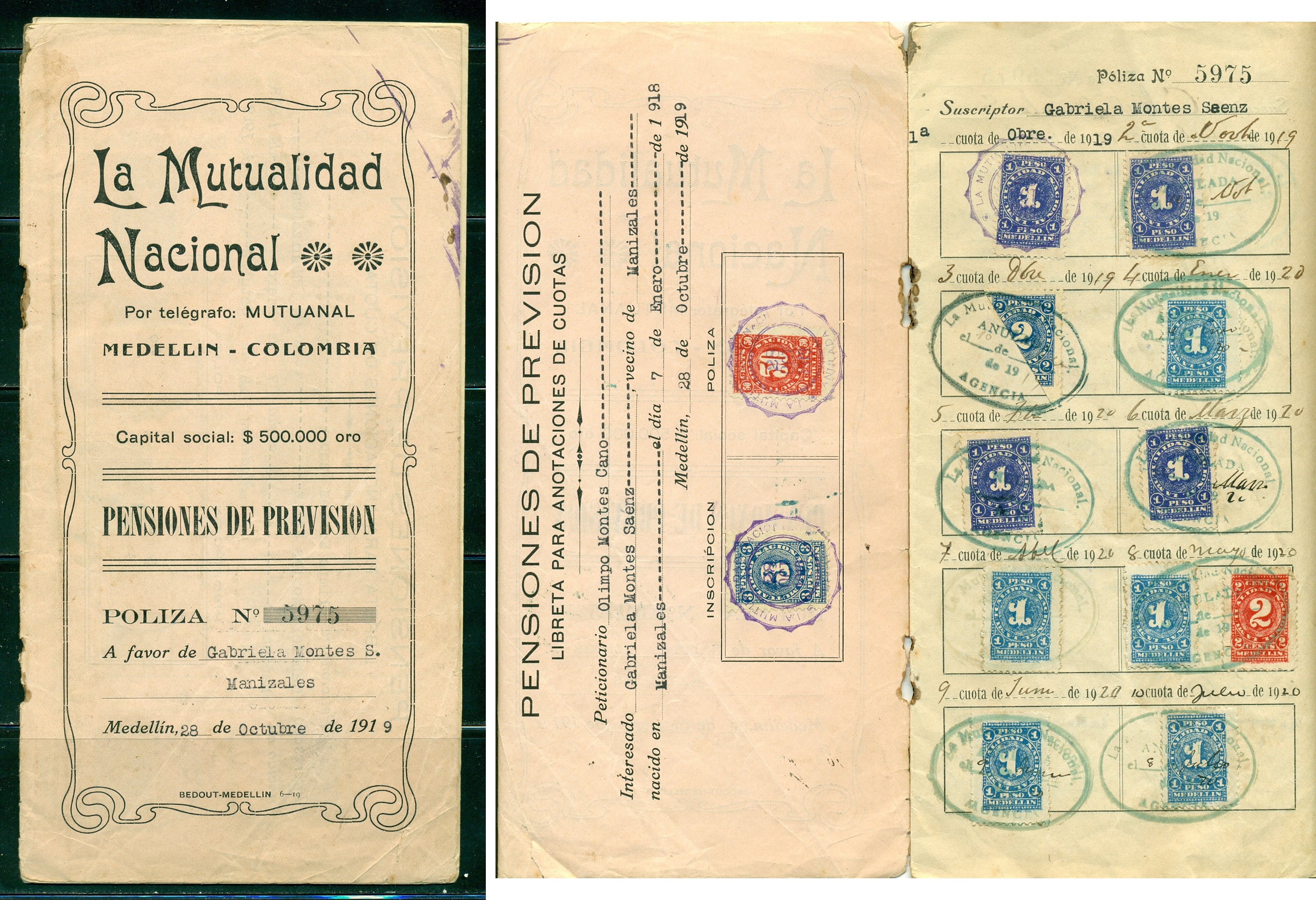
طابع التوفير في كولومبيا
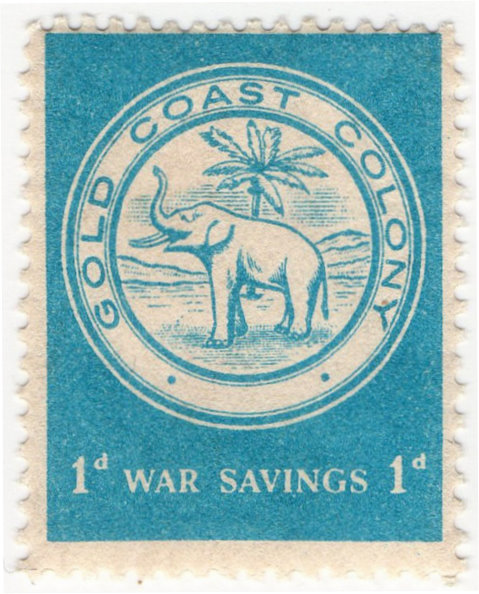
طابع ادخار حرب جولد كوست 1د 1943.
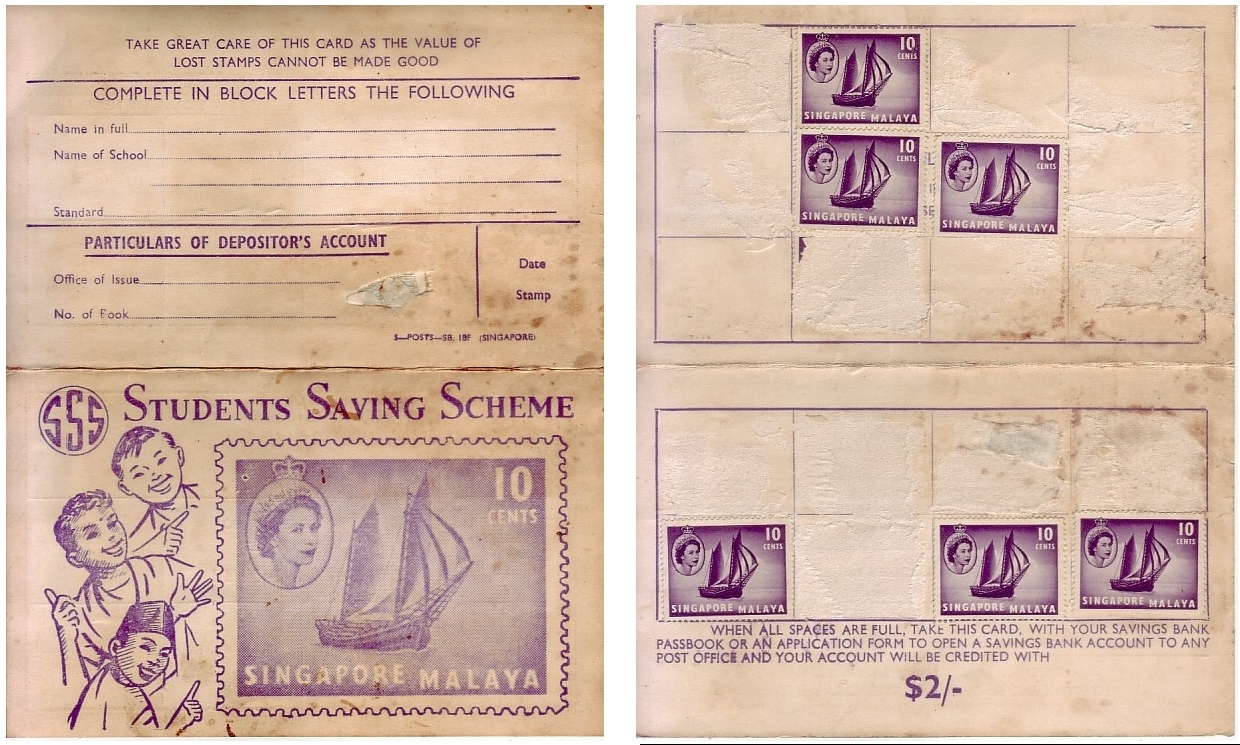
بطاقة ادخار برنامج التوفير الطلابي مع طوابع سنغافورة بقيمة 10 سنتات.